# Eugenia Lupayante
Eugenia Lupayante González (13 giugno 1941) è un'ex cestista cilena.

## Carriera
Con il Cile ha disputato i Campionati mondiali del 1964.